# Bike und business
bike und business ist eine deutsche Fachzeitschrift der Syburger Verlag GmbH für Handel und Service der Motorradindustrie. Zum 1. November 2020 ging bike und business durch Verkauf von der  Vogel Communications Group GmbH & Co. KG an die Syburger Verlag GmbH, Unna, über.
Das Magazin, das sechsmal im Jahr erscheint, richtet sich an die motorisierte Zweiradbranche in Deutschland, Österreich und der Schweiz, Südtirol, Belgien, Luxemburg und den Niederlanden. Damit deckt das Magazin den deutschsprachigen Wirtschaftsraum in ganz Mitteleuropa ab und bedient die Teilmärkte Motorrad, Roller, Quad/ATV, Trike, Elektroroller, Elektromotorrad und Pedelec. bike und business ist seit 2003 offizielles Organ des Bundesinnungsverbandes für das Deutsche Zweiradmechaniker-Handwerk (BIV).
Das Magazin fokussiert sich auf Motorradhandel und -service, Werkstätten, fabrikatsgebundene und freie Händler sowie Händler von Zubehör, Technik, Bekleidung und Helmen, Hersteller, Importeure, Verbände und die Weiterbildung von Servicetechnikern und Mechatronikern.
Zusätzlich zu den Print-Ausgaben werden Nachrichten über Newsletter, soziale Netzwerke und eine Webseite verbreitet. Bekanntheit erlangte bike und business auch durch speziell organisierte Motorradtouren. Die Deutsche Fachpresse zeichnete bike und business 2014 beim Award „Fachmedium des Jahres“ in der Kategorie „Bester Social-Media-Einsatz“ und 2016 in der Kategorie „Bester Award“ aus.
Des Weiteren findet einmal jährlich die Fachtagung bike und business statt, von 2010 bis 2019 in Würzburg und seit 2022 in Unna. Auf dieser Veranstaltung wird der Award „Motorradhändler des Jahres“ verliehen. Der Award „Bike Woman of the year“ wurde 2022 auf der Intermot in Köln verliehen, ab 2024 wird die Messe Motorräder in Dortmund Schauplatz der Preisverleihung.